# Municipio de Hayes (condado de Otsego)
El municipio de Hayes (en inglés: Hayes Township) es un municipio ubicado en el condado de Otsego en el estado estadounidense de Míchigan. En el año 2010 tenía una población de 2619 habitantes y una densidad poblacional de 14,32 personas por km².

## Geografía
El municipio de Hayes se encuentra ubicado en las coordenadas 44°55′28″N 84°47′42″O / 44.92444, -84.79500. Según la Oficina del Censo de los Estados Unidos, el municipio tiene una superficie total de 182.95 km², de la cual 179.1 km² corresponden a tierra firme y (2.11%) 3.85 km² es agua.

## Demografía
Según el censo de 2010, había 2619 personas residiendo en el municipio de Hayes. La densidad de población era de 14,32 hab./km². De los 2619 habitantes, el municipio de Hayes estaba compuesto por el 96.18% blancos, el 0.19% eran afroamericanos, el 0.31% eran amerindios, el 0.11% eran asiáticos, el 0.11% eran isleños del Pacífico, el 0.23% eran de otras razas y el 2.86% pertenecían a dos o más razas. Del total de la población el 0.95% eran hispanos o latinos de cualquier raza.